# Unterkonhof
Unterkonhof ist ein Ortsteil der Gemeinde Altendorf im Oberpfälzer Landkreis Schwandorf und Mitglied der Verwaltungsgemeinschaft Nabburg.

## Geographie
Unterkonhof liegt in der Region Oberpfalz-Mitte südöstlich der Stadt Nabburg
im Schwarzachtal.

## Geschichte
Der Ortsname kommt vom Personennamen Kuno.
Zum Stichtag 23. März 1913 (Osterfest) war Unterkonhof Teil der Pfarrei Altendorf und hatte 3 Häuser und 26 Einwohner.
Am 31. Dezember 1990 hatte Unterkonhof 14 Einwohner und gehörte zur Pfarrei Altendorf.

## Tourismus
Vom in nördlicher Richtung 1 km entfernten Willhof kommt der Fränkische Jakobsweg, der mit einer weißen Muschel auf hellblauem Grund markiert ist. Nächste Station am Fränkischen Jakobsweg ist Mitterauerbach, 4 km südlich von Unterkonhof.
An Unterkonhof führt der Schwarzachtal-Radweg vorbei, ein Fernradweg entlang der Schwarzach von Schwarzenfeld bis Kritzenast.